# بغوردي وسطي (مقاطعة دلفان)
بغوردي وسطي (بالفارسية: بگوردی وسطی) هي مستوطنة تقع في قسم خاوة الجنوبي الريفي (مقاطعة دلفان) في إيران. يقدر عدد سكانها بـ 90 نسمة بحسب إحصاء 2016.